# أحمد إبراهيم (مطرب)
1. تحويل أحمد إبراهيم (مغني)